# Last (unité)
Le last était une mesure de capacité ou de poids principalement en usage dans le nord de l'Europe, pour l'affrètement des navires. Le last que l'on divisait usuellement en France en 2 tonneaux était estimé assez généralement pour les grains à environ 50 hectolitres ; pour les marchandises lourdes à 2 000 kg et pour les marchandises légères à 80 pieds cubes ; mais cette évaluation était sujette à varier selon la nature des marchandises, leur poids relatif, et les usages locaux, etc. Les spécifications du last d'affrètement variaient souvent, d'après les conventions entre chargeur et armateur. 

## Étymologie
Le terme dérive du vieil anglais hlæst, et plus anciennement d’une racine proto-germanique reconstruite en * hlaþ - ou * hlað- (« placer »). Il est également parallèle et probablement influencé par le moyen néerlandais et le moyen bas allemand last, utilisé dans des sens identiques en tant que charge, cargaison ou unité normalisée. 

## Poids
En Angleterre, l’Assize of Weights and Measures (lois du parlement britannique réglementant les poids et mesures), dans l'une des statutes of uncertain date aux alentours de 1300, définissait la wool last comme une valeur de 12 sacks, équivalant à 24 weys, 336 London stone ou 4 200 merchants' pounds (environ 1 835 kg). Le last a ensuite varié avec les différentes valeurs données au sack of wool. 
Le flax last ou feather last, last du lin et de plume, était de 1 700 livres avoirdupois (environ 770 kg). 
L'English Ordnance Board a défini le gunpowder last ou last de poudre à canon comme étant de 24 barils de 100 livres avoirdupois chacun (2 400 livres ou environ 1 090 kg). 
Le last a également été utilisé comme mesure du riz en Formose néerlandaise. Il était composé de 20 piculs et environ égal à 1 200 kg.

## Quantité
L’Assize of Weights and Measures décrit le herring last, le last de harengs, comme de ten long thousands, soit douze mille poissons. Les éditions francophones normandes décrivent celui-ci comme le red herring ou kipper last' et composent le herring last de ten short thousands of twelve long hundreds, produisant finalement 12 000 poissons (ailleurs, le herring last a été traité comme un volume).
Le leather last est composé en 20 dickers de 10 peaux chacun (200 au total) ou parfois de 12 douzaines de peaux (144 au total).

## Volume
L'English last pouvait également être compris comme étant le volume occupé par les autres lasts. Dans certaines sources, le last est assimilé à 640 gallons. Le beer last, le last de bière était de 12 barils, le cod last, le last de morue et le last de hareng étaient aussi de 12 barils.  
Le goudron de pin fait l'objet d'un commerce international intense depuis les pays de la Baltique. À Altona, Gdansk, Elseneur, Francfort, Hambourg, Koenigsberg, Pillau, Riga, etc. le last était de 12 barils goudron ou poix ; à Amsterdam le last était de 15 barils goudron ou 12 barils poix ; à Archangelsk le last de goudron équivalait à 14 tonnes ou vieilles tonnes ; en Finlande le last était de 15 tunna ou tonnes de goudron, ou de 18 tunna ou tonnes de poix ; à Londres le pitch last était de 12 barrels de 31,5 anciens gallons ou de 14 barils. 
Le last polonais (łaszt) utilisés pour le commerce en gros de marchandises sèches du XVIe au XIXe siècle, comprenaient 30 boisseaux polonais (korzec). Au début du XIXe siècle, il équivalait à 3 840 litres mais il a varié en temps et en lieu.

## Voir également
- Cargaison, lest
- charge